# Philodendron englerianum
Philodendron englerianum là một loài thực vật có hoa trong họ Ráy (Araceae). Loài này được Steyerm. miêu tả khoa học đầu tiên năm 1951.